# 通信艦
通信艦是小船，有時是大型船隻，其任務是在船與船之間或從船與岸之間或在某些情況下從岸與岸之間運送軍事派遣。 當其他方式無法安全或快速地傳遞消息時，就會使用調度船。
調度船僅臨時履行調度運輸職責，不應與包裹船（有時稱為包裹船或郵政蒸汽船）混淆，後者是貨船，通常也從一個港口運送郵件到另一個港口。
一般来说，调度船为军事服务，而 Paquetbots 为商业服务。

## 美國海軍對該術語的使用
通信艦是美國海軍在其日記賬中使用的一個術語，用來描述在其他船隻上的高級軍事官員之間或向陸地目的地運送信息或郵件（也稱為派遣）的船隻。

## 美國獨立戰爭期間通信艦
1776 年，美洲大陸軍艦林奇號被指派執行快艇任務，在法國交付秘密快件後，帶著法國秘密快件啟航前往美國，結果被俘獲，但法國快件被摧毀。

## 在歷史性的特拉法加海戰期間派遣划船比賽
1805 年 10 月，特拉法加海戰的結果對英國有利後，第一艘將這一消息傳達給倫敦海軍部的快艇就獲得了傳遞勝利消息以及納爾遜勳爵陣亡消息的榮譽。 。
HMS Pickle 號上的拉彭諾蒂埃中尉和鸚鵡螺號上的賽克斯船長之間進行了一場距離海戰地點 1000 英里的海上競賽，其中 Pickle 號首先到達英格蘭，將急件送達海軍部。 由於在比賽中的傑出表現，拉彭諾蒂埃中尉獲得了 500 英鎊的現金獎勵（相當於 2021 年的 43,000 英鎊），此外還晉升為指揮官。

## 美國內戰期間通信艦
美國內戰期間使用了大量的調度船，例如 Massasoit、Gladiolus 和 Geranium 等。 尤利西斯·S·格蘭特將軍在弗吉尼亞戰役期間依靠調度船與詹姆斯河上的聯邦海軍艦艇進行通信。

## 19世紀末20世紀初的調度船隻
1898 年美西戰爭期間，美國海軍沒有足夠的調度船，因此報紙使用的私人遊艇和拖船經常被海軍用來傳遞信息。 USS Vega 是第一次世界大戰期間美國的一艘通信艦。

## 通信艦的消亡
隨著 20 世紀初水下電纜和船載無線電技術的出現，調度船基本上不再需要。 然而，1982年馬島戰爭期間又出現了短暫的重演。英國電信公司擁有的一艘電纜鋪設船CS Iris被英國政府從貿易中收回。 她在艦隊各部門之間以及阿森松島和福克蘭群島之間運送物資和急件（包括部隊從國內發出的郵件）——她還回收了英國皇家空軍C-130運輸機飛機在南大西洋空投的緊急物資。

## 圖片

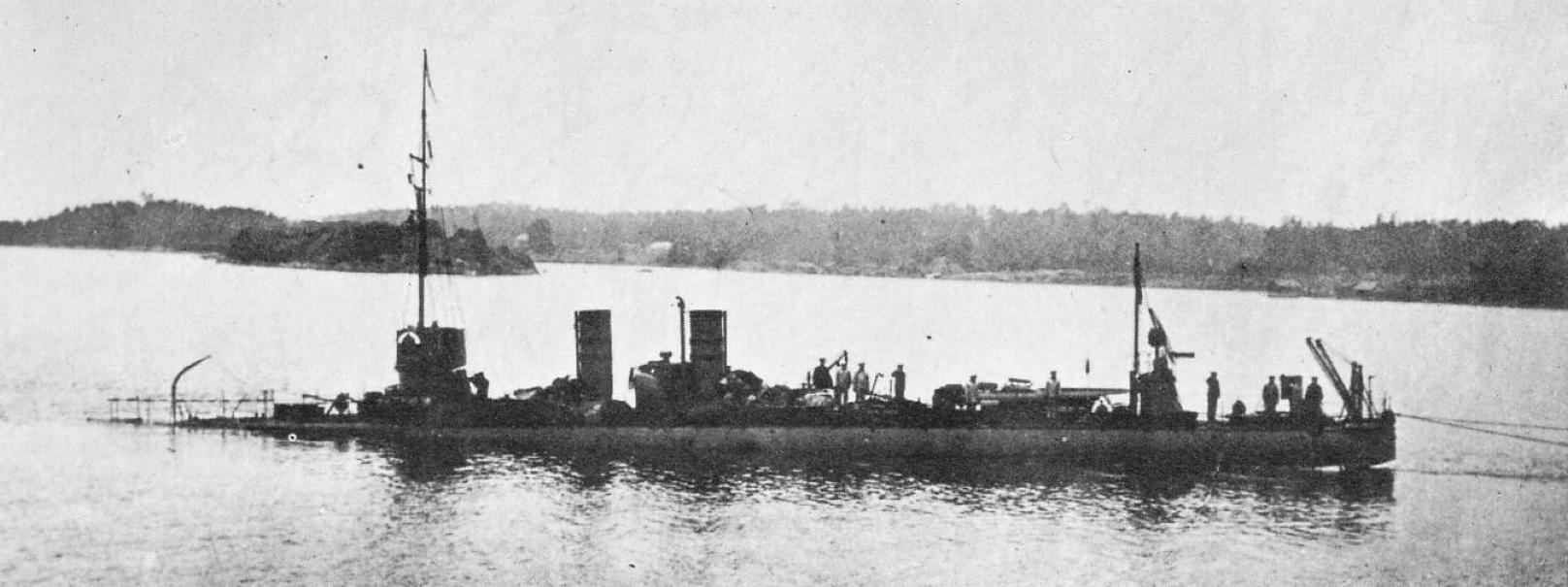
俄羅斯帝國派遣艇 218 號（前魚雷艇），1915 年觸雷後
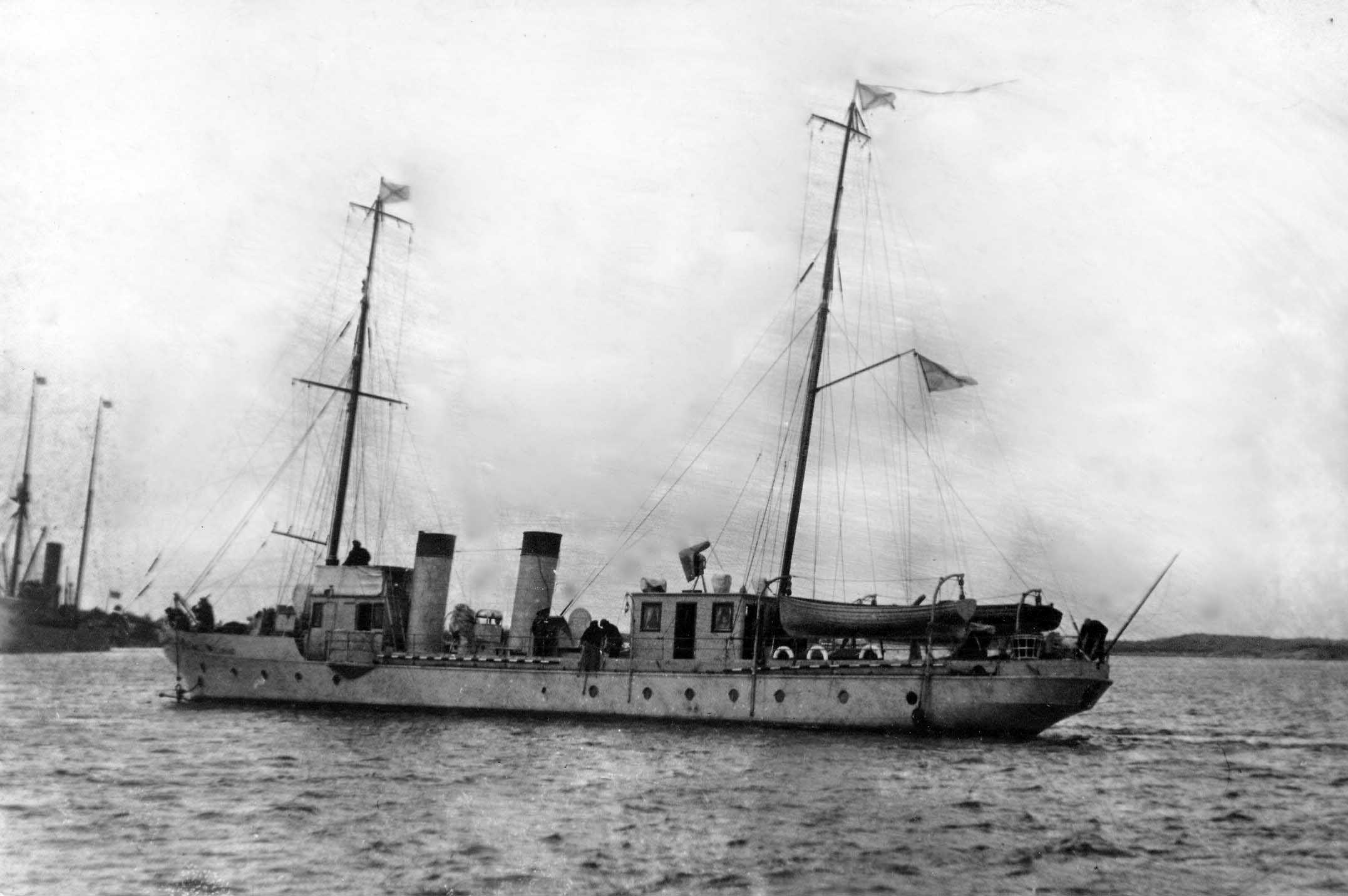
俄羅斯帝國通信艦“Roksana”
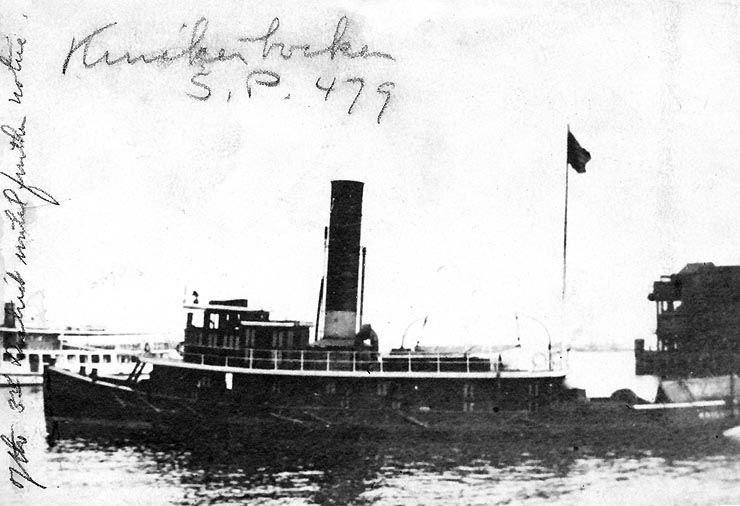
拖船“USS Knickerbocker (SP-479)”，在她作為拖船、掃雷艦和調度船服役於美國海軍之前